# Габриел Шарбоне
Габриел Шарбоне (на английски: Gabrielle Charbonnet) е американска писателка, авторка на бестселъри в жанровете фентъзи, детско-юношески роман и приключенски роман. Пише и под псевдонима Кейт Тиърнан (на английски: Cate Tiernan), както и като писател в сянка.

## Биография и творчество
Родена е на 24 юли 1961 г. в Ню Орлиънс, Луизиана, САЩ. Завършва държавната гимназия „Бен Франклин“ в родния си град. Учи в продължение на 2 години визуални изкуства в Колеж по изкуствата и 1 година творческо писане. После получава полувисше образование по специалностите творческо писане, руски език и литература в Нюйоркския университет. Накрая се дипломира в Университета „Лойола“ в Ню Орлиънс, с бакалавърска степен по руски език.
След дипломирането си в периода 1987 – 1988 г. работи в издателство „Рандъм Хаус“, Манхатън, Ню Йорк, като асистент продукция в детския отдел. Там започва да пише и първите си произведения за деца. След това се премества в издателство „Даниъл Вайс“, където в периода 1988 – 1989 г. е съредактор, а в периода 1989 – 1993 г. е ръководен редактор.
Докато е в „Рандъм Хаус“ натрупва опит и опитва сама да пише. Първата ѝ книга, „Snakes Are Nothing to Sneeze At“, е публикувана през 1990 г. В продължение на 10 години пише детски и юношески романи.
През 2000 г. се завръща в Ню Орлиънс и получава предложение да напише нова поредица с героиня тийнейджърка, която откирива, че е вещица. През 2001 г. е издадена първата книга „Book of Shadows“ от поредицата „Уика: Вещицата“. Поредицата за младата вещица Морган Роуландс и групата гимназисти, които се занимават с уика, става бестселър и прави писателката известна.
Следват поредицата „Клада“ със сюжети за магии и вещици от Ню Орлиънс, и поредицата „Безсмъртна любима“ за безсмъртната Наталия, която търси пътя от мрака към светлината.
През 2008 и 2009 г., в съавторство с Джеймс Патерсън, написва два тийнейджърски романа.
Габриел Шарбоне живее със семейството си в Дърам, Северна Каролина. Обича да чете книгите на Дженифър Крузи, Сюзън Елизабет Филипс и ранните на Линда Хауърд.

## Произведения

### Като Габриел Шарбоне

#### Самостоятелни романи
- Snakes Are Nothing to Sneeze At (1990)
- Else-Marie and Her Seven Little Daddies (1991)
- Tutu Much Ballet (1994)
- Escape from De Vil Mansion: 101 Dalmatians (1996)
- I Made Herc a Hero (1998)
- Just Can't Wait to Be King: Disney's the Lion King (1998)
- Sundays at Tiffany's (2008) – с Джеймс Патерсън

#### Серия „Принцеси“ (Princess)
1. Molly's Heart (1995)
2. A Room in the Attic (1995)
3. Home At Last (1995)

#### Серия „Американски златни гимнастички“ (American Gold Gymnasts)
1. Competition Fever (1996)
2. Balancing Act (1996)
3. Split Decision (1996)
4. The Bully Coach (1996)

#### Серия „Момичета от Дисни“ (Disney Girls)
1. One of Us (1998)
2. Attack of the Beast (1998)
3. And Sleepy Makes Seven (1998)
4. A Fish Out of Water (1998)
5. Cinderella's Castle (1998)
6. One Pet Too Many (1998)
7. Adventure At Walt Disney World (1999)
8. Beastly Visitor (1999)
9. Beauty's Revenge (1999)
10. Good-Bye, Jasmine? (1999)
11. Princess of Power (1999)
12. The Gum Race (1999)
13. The Divine Miss Ariel (1999)

#### Участие в общи серии с други писатели

##### Серия „Вещицата и магьосникът“ (Witch & Wizard)
1. Witch & Wizard (2009) – с Джеймс Патерсън

- Witch and Wizard: Manga Volume 1 (2011) – графичен роман

от серията има още 4 романа от различни автори с Джеймс Патерсън

### Като Кейт Тиърнан

#### Серия „Уика: Вещицата“ (Wicca: Sweep)
1. Book of Shadows (2001)
2. The Coven (2001)
3. Blood Witch (2001)
4. Dark Magick (2001)
5. Awakening (2001)
6. Spellbound (2001)
7. The Calling (2001)
8. Changeling (2001)
9. Strife (2001)
10. Seeker (2002)
11. Origins (2002)
12. Eclipse (2002)
13. Reckoning (2002)
14. Full Circle (2002)
15. Night's Child (2003)

#### Серия „Клада“ (Balefire)
1. A Chalice of Wind (2005)
2. A Circle of Ashes (2005)
3. A Feather of Stone (2005)
4. A Necklace of Water (2006)

#### Серия „Безсмъртна любима“ (Immortal Beloved)
1. Immortal Beloved (2010)
Вечен живот, изд.: „Кръгозор“, София (2011), прев. Паулина Мичева
2. Darkness Falls (2012)
3. Eternally Yours (2012)

#### Серия „Първородство“ (Birthright)
1. Darkest Fear (2014)
2. Darkest Night (2016)
3. Darkest Battle (2017)